# Municipio Sotillo (Monagas)
Sotillo es uno de los 13 municipios del Estado Monagas, Venezuela. Se encuentra localizado al sureste de dicho estado. Su capital es la ciudad de Barrancas del Orinoco.

## Historia
Barrancas del Orinoco (antiguo poblado de Uyapari), está situado al Sur del Estado Monagas, Capital del Municipio Sotillo y a orillas del majestuoso Río Orinoco, la cual se caracteriza por poseer los vestigios del pueblo más antiguo y expandido de Venezuela. La Cultura Barrancoide, que tuvo sus asentamientos en Saladero, los Barrancos de Barrancas, Apostadero y las Antillas. 
En la década de los 40 se inician las investigaciones arqueológicas en el sector de Saladero, nombre que se le dio por la Empresa que funcionara allí entre 1912 y 1914, en la cual se salaban carnes de ganado y cueros que eran exportados al extranjero. Estas investigaciones las realizaron primeramente instituciones extranjeras representadas por Cornelius Osgood y George Howard, posteriormente estuvieron  José M. Cruxent e Irving Rouse y por los arqueólogos Mario Sanoja e Iraida Vargas, los cuales determinaron a través de fechamiento radiomemétricos una antigüedad de 3.000 años para el poblado prehispánico de Barrancas.
Estos aborígenes de origen Arahuaco o arawaco vivían de la cacería, la pesca, la recolección de frutas, moluscos, la agricultura (yuca amarga y maíz)y se caracterizaron por ser expertos artesanos alfareros que elaboraron una de las mejores cerámicas prehispánicas de Venezuela.
En 1531 llega Diego de Ordaz al poblado de Uyapari (actual Barrancas) con la idea de gobernar el Orinoco y apoderarse de todas las tierras situadas a orillas del mismo, y es su ambición de poder y búsqueda de oro la que ocasiona la desaparición de este poblado, aproximadamente en 1532, donde muchos indígenas murieron batallando contra los españoles y otros, aprovechando la oscuridad y el conocimiento del terreno, huyeron por temor de ser asesinados.
En 1790 es fundada la Misión de San Rafael Arcángel de Barrancas por Fray Joaquín de Morata incorporando indígenas Waraos traídos de los Caños al poblado. El nombre de Barrancas se le da por la misma formación geográfica que posee el sitio y por la descripción que le dieron los colonizadores en su primer paso por el Río Orinoco. 
En la actualidad, Barrancas es una ciudad cuya economía se sustenta principalmente en las actividades de comercio, pesca, agricultura y ganadería, sectores que han definido su desarrollo local y su vínculo con el entorno natural del sur del Estado Monagas.
Además de su dinamismo económico, Barrancas cuenta con importantes atractivos turísticos y patrimoniales. Entre ellos destaca el yacimiento arqueológico de Saladero, un sitio de relevancia internacional tanto por su valor histórico como arqueológico. Este enclave fue decretado Patrimonio Histórico de la Nación el 16 de julio de 1982, en reconocimiento a su riqueza cultural y a los vestigios prehispánicos que allí se conservan.
Complementando este legado, se encuentra el Museo Uyapari, institución dedicada a rescatar, resguardar y exhibir el patrimonio histórico de la región. El museo cumple un papel fundamental en la preservación de la memoria ancestral de los pueblos originarios y en la difusión del conocimiento arqueológico vinculado a la cuenca del Orinoco.

### Barrancas prehispánica
- Período Preclásico: (+/-900 años a.c. al +/- 400 d. C.) en este periodo los indígenas barrancoides elaboraron vasijas simples, delgadas con fines utilitarios, con una decoración basada fundamentalmente en la utilización de las incisiones anchas, curvilíneas y el color rojo zonificado o negro de grafito; motivos zoomorfitos (forma animal) y antropormorfos (forma humana) con modelados incisos de pequeñas dimensiones, trabajaron la fibra vegetal para fabricar cestas y chinchorros y elaboraron herramientas de piedra (hachas, cuchillos, martillos, entre otros), su forma de vida estaba basado en la cacería, la pesca y la recolección de frutos y moluscos mediados de este período aparece el cultivo de la yuca, lo cual se demuestra por la presencia de budares de barro decorados.

- Período Clásico: (+/- 400 años d.c. al +/- 700 d. C.) La cerámica se torna compleja, tanto en la forma como el decorado, utilizándose por primera vez el desgrasante con especulas de esponja de agua dulce (planta que se mezclaba con la arcilla para darle mayor consistencia). Los medios de producción seguían basándose pero en menor cantidad, en la caza, la pesca, la recolección de frutas, moluscos y la caza fluvial, ya aparece el cultivo del maíz, lo cual va a generar una mayor dependencia de este rubro. Se produce un aumento relativamente considerable de la población, creándose otros centros poblados relacionados con la tradición de la Barrancas Prehispánica.

- Período Posclásico (+/-700 años d.c. al +/- 1.600 d.c.) Las complejas técnicas de la alfarería barrancoide clásico desaparecen gradualmente y las formas de las vasijas se simplifican, existiendo un predominio casi total de la alfarería desgrasada con especula de esponja de agua dulce. Los restos de la población barrancoide se concentra en el Delta del Orinoco. (Resumen de las investigaciones hechas por los antropólogos Rosa Rojas y Hugo Contreras)

### Periodo Democrático
Ex - Presidentes  y Alcaldes del Municipio Sotillo.
Datos Auténticos según los libros del Archivo de la Municipalidad.
Haciendo un poco de remembranzas: 
El derrocamiento de Marcos Pérez Jiménez fue el 23 de enero de 1958; durante ese año, el 20 de febrero, se nombra a Ernesto Antonio Smith,  como presidente (encargado) del Concejo Municipal del que para aquel entonces era Distrito Sotillo, hasta llegar el período de elecciones en democracia que se realizó en diciembre de ese mismo año.
El 19 de enero de 1959 se nombra al primer presidente en época de democracia del Concejo Municipal de Sotillo del Estado Monagas, qué Recarga en la Persona de FERNANDO RODRÍGUEZ (fallecido) 
En el  año 1989, cuándo se implementa  las elecciones de Alcalde y el pueblo elige al quien regirá los destinos de Sotillo le toca la Misión a JESÚS CARVAJAL COA, recibiendo el mandato el 4 de enero de 1990.
Nombres y fecha de período de los ilustres expresidentes y alcaldes del  Municipio Sotillo del Estado Monagas.
FERNANDO RODRÍGUEZ  1.er Presidente en elecciones democráticas 
Período 19-01-1959 al 30-03-1959
GREGORIO  LUGO  BLEQUETT 
Período: 1959-1960
JUAN  LUCINO  LUGO 
Período:1960-1961
HILDEBRANDO  ZAMBRANO 
Período: 1961-1963
JESÚS  ANTONIO  ROMERO  
Período: 1963-1964
JACOBO  ANTONIO  RODRÍGUEZ 
Período:1964-1966
RAFAEL EUSEBIO  LABADY 
Período:1966-1968 
JOSÉ  RAMÓN  PINO  LEHMAN 
Período:1968-1969 
CARLOS  BLANCHARD RENAUD  
Período; 1968-1969
ÁNGEL  ABREU  
Período: 1969-1971 
LUIS  PALOMO  FIGUEROA  
Período:1971-1972
ÁNGEL  ABREU  
Período: 1972-1973
FÉLIX  RAMÓN  MARTÍNEZ  
Periodo: 1973-1974
PETRA  MATILDE  R. DE  MARTÍNEZ 
Período: 1974-1975
MANUEL  ISIDRO  GÓMEZ 
Período: 1975-1976
PABLO  ROJAS  LEON 
Período: 1976-1977
LUIS HERNÁNDEZ  MORILLO  
Período: 1977-1979
LUIS MARIANO  PÉREZ  
Período: 1979-1981
EFRAÍN  ZAMBRANO  
Período: 1981-1982
JESÚS  RAFAEL CASANEIRO 
Período: 1982-1984
ANA MATILDE P. DE GAMBOA 
Periodo: 1984-1985 
FREDDY  RIVAS 
Período: 1985-1986
LAUCINE  DASCHIAN 
Período: 1986-1987
ROMÁN  VALENZUELA  
Período: 1987-1988
ANA  MATILDE  P. DE GAMBOA 
Periodo:1988-1989
ALCALDES 
ELECTOS POR VOTACIÓN POPULAR 
JESÚS  CARVAJAL  COA 
Período: 1989-1992 1992-1995
JESÚS  PÉREZ  
Período: 1995-2000 
FRANCISCO  HUMBERTO RACANELLI  
Período: 2000-2004 2004-2008
ORLANDO  BERROTERAN  GONZÁLEZ  
Período: 2008-2013
FRANCISCO  HUMBERTO RACANELLI  
Período : 2013-2017
YOLMIS  MAURERA  SALAS 
Período: 2017-2021
JOSÉ  GREGORIO  MALDONADO  G.
2021-2025 

Para el 10 de diciembre de 2017, se realizaron elecciones municipales resultando electo Yolmys Maurera, para el periodo 2017-2021.
Tras la realización de elecciones primarias por el PSUV, fue anunciado a José Gregorio Maldonado como candidato a la alcaldía del municipio Sotillo para noviembre de 2021, donde resultó electo como alcalde. Posteriormente fue juramentado y propuso un apoyo a los pueblos indígenas que habitan el municipio, al igual que cooperar con los sectores agropecuarios y comerciales de las diferentes localidades de Sotillo. A finales de enero de 2022, Maldonado implementa la Unidad de Cálculo Impositivo del municipio Sotillo (UCIMS), sistema para el cobro de impuestos municipales.
A principio de enero de 2023, Ariagny Guillén del Partido Socialista de Venezuela (PSUV) fue electa como presidenta del Consejo Municipal de Sotillo. El 27 de julio de 2025, fue reelecto a Maldonado como alcalde del municipio.

## Geografía

### Superficie
Tiene una superficie de 1061km².

### Límites
Según la Gaceta Oficial del Estado Monagas, Reforma Parcial de la Ley de División Político Territorial del Estado Monagas, de fecha 29 de julio de 1998, los límites del Municipio Sotillo son los siguientes: Por el Norte, con el Municipio Uracoa partiendo de la desembocadura del morichal Cachimbo en el río Uracoa, se continúa por éste aguas abajo hasta llegar al punto de coordenadas Latitud Norte 8°46’30” y Longitud 62°29 en el río Uracoa, luego se continúa en línea recta hasta llegar a la cabecera de la quebrada La Dominga, desde aquí se sigue en línea recta hasta llegar al punto de coordenadas Latitud Norte 8°50’43” y Longitud 62°1615” en Punta de Ventorrillo, luego se sigue en línea recta hasta llegar a La Punta en la Isla de Coporito; por el Este, partiendo del sitio La Punta de la Isla de Coporito se sigue aguas arriba por el caño Mánamo hasta su margen en el río Orinoco; por el Sur, el río Orinoco se sigue aguas arriba desde el origen del caño Mánamo hasta llegar a la desembocadura del río Los Pozos en el río Orinoco; por el Oeste, con el Estado Anzoátegui desde la desembocadura del río Los Pozos hasta la cabecera del mismo río, continuándose en línea recta por el límite Este del Municipio Libertador, desde la cabecera de Los Pozos hasta la desembocadura del morichal Cachimbo en el río Uracoa, punto de partida.

## Población y ordenamiento

### Demografía
Según el Instituto Nacional de Estadísticas de Venezuela, en el censo nacional de población realizado en 2011, el municipio Sotillo presenta una población de 24 238 personas.

### Organización parroquial
El municipio se encuentra dividido en 2 parroquias:
- Parroquia Sotillo
- Parroquia Los Barrancos de Fajardo

## Infraestructura

### Salud
El municipio posee el Hospital Tipo I Dr. Tulio López Ramírez de 5300 mt2 y  2480 mt2 de construcción, cuenta con áreas como Sala de Cura, Hospitalización, Cuidados Intermedio, Quirófanos, Sala de Parto, Trauma Shock, Consultorio Pediátrico, Emergencia, Rayos X, Laboratorio, Farmacia y Consultas Externas, este se localiza en el sector La Florida de la parroquia Barrancas del Orinoco del municipio.El 21 de junio de 2024, el presidente Nicolás Maduro visitó el hospital.

### Transporte
Cuenta con la rampa fluvial de Barrancas del Orinoco, donde por muchos años fue un referente en el transporte fluvia entre el Estado Monagas y San Félix, Estado Bolívar.

### Servicio público
La empresa CANTV ofrece servicios de telecomunicaciones en los sectores Nueva Barrancas, casco central, Av. Negro Primero, Simón Bolívar y Carlos Andrés Pérez.

## Economía
La economía es compartida entre la ganadería bovina de doble propósito, la pesca y la industria petrolera.
En 2022, se restauró la Planta Fileteadora de Pescado en Barranca de Orinoco.

### Turismo
El municipio cuenta con el Malecón Uyapari para la recreación y disfrute de los pobladores.También posee el balneario Los Pozos de Sotillo.

## Cultura

### Festividades
En la localidad de Barrancas del Orinoco, se celebra la Feria de Coporo.

### Gastronomía
La gastronomía está representada por distintos platos típicos y variados dulces:
En la región sur del Estado Monagas, por ser un sector en su mayoría agrícola y ganadero resaltan platos como la Carne en vara que consiste en insertar  trozos de carne condimentados con sal y pimienta en varas de madera y cocinarlos en brasas o carbón. El plato es acompañado ensalada de tomate, cebolla y repollo o con casabe o yuca hervida.
Otro plato representativo es el Tronco de yuca, mezcla hecha a base de huevo revuelto con carne molida guisada, harina de trigo y yuca.
Algo más típico en el municipio es el Morocoto guisado o en coco, el "Coporo frito" todos estos son pescados de río.
Un dulce típico e importante en la región es el Majarete, plato hecho a base de papelón y algunas especies como canela, se presenta en estado líquido muy espeso. También esta el dulce Churrucho. 
Como bebida importante del municipio y del sur de Monagas, esta el ron de ponsigué, es una bebida alcohólica. Actualmente los barrancoides mezclan Ron con Agua de Coco.

### Religión

#### Templos
- San Rafael Arcángel, en 1930 aproximadamente, se funda la Iglesia San Rafael Arcángel. A medida que pasaron los años el templo se fue deteriorando y hubo la necesidad de reconstruirlo. Bajo el Prebisteriado del Padre José Pérez Silbato (+) y los fieles de la Parroquia, en el año 1982 se nombra el Comité Pro-Templo quedando el mismo integrado por las Señoras Aura de Parra, Carmen Sierra de Fernández, entre otros.

En 1984, se compra una casa ubicada al lado del Templo Parroquial con la finalidad de ampliar su espacio físico. Fue inaugurada el 1 de octubre de 1988 y contó con la presencia del Exc. Monseñor Antonio José Ramírez, Obispo Emérito de la Diócesis de Maturín, el gobernador del Estado Dr. Pedro Beaperthuy, Sra. Ana de Gamboa, Presidenta del consejo Municipal y otras personalidades.

## Lugares de interés
- Museo Uyapari, en Barranca del Orinoco.
- Mercado Artesanal Municipal de Sotillo.[19]

## Política y gobierno

### Alcaldes
| Período     | Alcalde                       | Partido político / Alianza | % de votos | Notas |
| ----------- | ----------------------------- | -------------------------- | ---------- | --- |
| 1989 - 1992 | Juan Carvajal Coa             | AD                         | 61,24      | Primer alcalde bajo elecciones directas |
| 1992 - 1995 | Juan Carvajal Coa             | AD                         | 43,28      | Reelecto |
| 1995 - 2000 | Jesús Pérez                   | AD                         | -          | Segundo alcalde bajo elecciones directas(se realizaron elecciones generales adelantadas en el 2000 debido a la aprobación de la Constitución de 1999) |
| 2000 - 2004 | Francisco Humberto Rascanelli | MVR                        | 43,91      | Tercer alcalde bajo elecciones directas |
| 2004 - 2008 | Francisco Humberto Rascanelli | MVR                        | 43,65      | Reelecto |
| 2008 - 2013 | José Berroteran               | PSUV                       | 44,09      | Cuarto alcalde bajo elecciones directas (se postergan 1 año las elecciones municipales pautadas para finales del 2012)                                |
| 2013 - 2017 | Francisco Humberto Rascanelli | PSUV                       | 48,46      | Quinto alcalde bajo elecciones directas |
| 2017 - 2021 | Yolmys Maurera                | PSUV                       | 95,57      | Sexto alcalde bajó elecciones directas |
| 2021 - 2025 | José Maldonado                | PSUV                       | 54,27      | Séptimo alcalde bajó elecciones directas |

### Concejo municipal
Período 1989 - 1992
| Concejales:          | Partido político / Alianza |
| -------------------- | -------------------------- |
| Hernán Farrera       | AD                         |
| Elizabeth Acosta     | AD                         |
| Santos Fernández     | AD                         |
| Alexis Valenzuela    | AD                         |
| Carmen Oca de Carett | AD                         |
| Pilar Guevara        | COPEI                      |
| Juan Francisco Pérez | COPEI                      |

Período 1992 - 1995
| Concejales:       | Partido político / Alianza |
| ----------------- | -------------------------- |
| Manuel Coronado   | AD                         |
| Valdonio Hurtado  | AD                         |
| Alexis Valenzuela | AD                         |
| Luis García       | MAS                        |
| Argenis Sierra    | MAS                        |
| Hector Larady     | MAS                        |
| Guadalupe Merchán | COPEI                      |

Período 1995 - 2000
| Concejales:       | Partido político / Alianza |
| ----------------- | -------------------------- |
| Biangelis Moreno  | AD                         |
| Alexis Valenzuela | AD                         |
| Baldonio Hurtado  | AD                         |
| Argenis Sierra    | AD                         |
| Pilar Guevara     | CONVERGENCIA               |
| Gloria Figuera    | CONVERGENCIA               |
| Ramona Cuello     | A.P                        |

Período 2013 - 2018:
| Concejales     | Partido político / Alianza |
| -------------- | -------------------------- |
| José Maldonado | PL                         |
| José Capriata  | PL                         |
| Luis Gerdez    | PL                         |
| Juan Ríos      | PL                         |
| Ana Pulvet     | PSUV                       |
| Osneyda Reyes  | PSUV                       |
| Emilio Sánchez | (Representación Indígena)  |

Período 2018 - 2021
| Concejales        | Partido político / Alianza |
| ----------------- | -------------------------- |
| José Maldonado    | PSUV                       |
| Helen Figueroa    | PSUV                       |
| Graudys Rodríguez | PSUV                       |
| Rodery Brito      | PSUV                       |
| Henry Rivas       | PSUV                       |
| Felicia Perozo    | PSUV                       |
| Osneyda Reyes     | (Representación Indígena)  |

Período 2021 - 2025
| Concejales      | Partido político / Alianza |
| --------------- | -------------------------- |
| Emilys Figueroa | PSUV                       |
| Enddy Bellorin  | PSUV                       |
| Henry Rivas     | PSUV                       |
| Yolmys Maureira | PSUV                       |
| Ariagny Guillén | PSUV                       |
| José Ruíz       | MUD                        |
| Osneyda Reyes   | (Representación Indígena)  |